# توماس بيلاس
توماس بيلاس (بالإسبانية: Tomás Bellas)‏ مواليد 24 يونيو 1987 في مدريد، هو لاعب كرة سلة محترف إسباني بدأ مسيرته الاحترافية في سنة 2005 يلعب مع فريق باسكت سرقسطة 2002 في الدوري الإسباني لكرة السلة كلاعب هجوم خلفي ويحمل الرقم 11.

## فرق لعب لها
- توريلودونيس
- سي بي غران كناريا
- باسكت سرقسطة 2002

## روابط خارجية
- توماس بيلاس على موقع الدوري الأوروبي لكرة السلة (الإنجليزية)
- توماس بيلاس على موقع الدوري الإسباني لكرة السلة (الإسبانية)
- توماس بيلاس على موقع كرة السلة الأوروبية.كوم (الإنجليزية)
- توماس بيلاس على موقع ريلجم (الإنجليزية)
- توماس بيلاس على موقع بروبوليرز (الإنجليزية)
- توماس بيلاس على موقع سبورتس رفرنس (الإنجليزية)